# Pelhřimovi járás

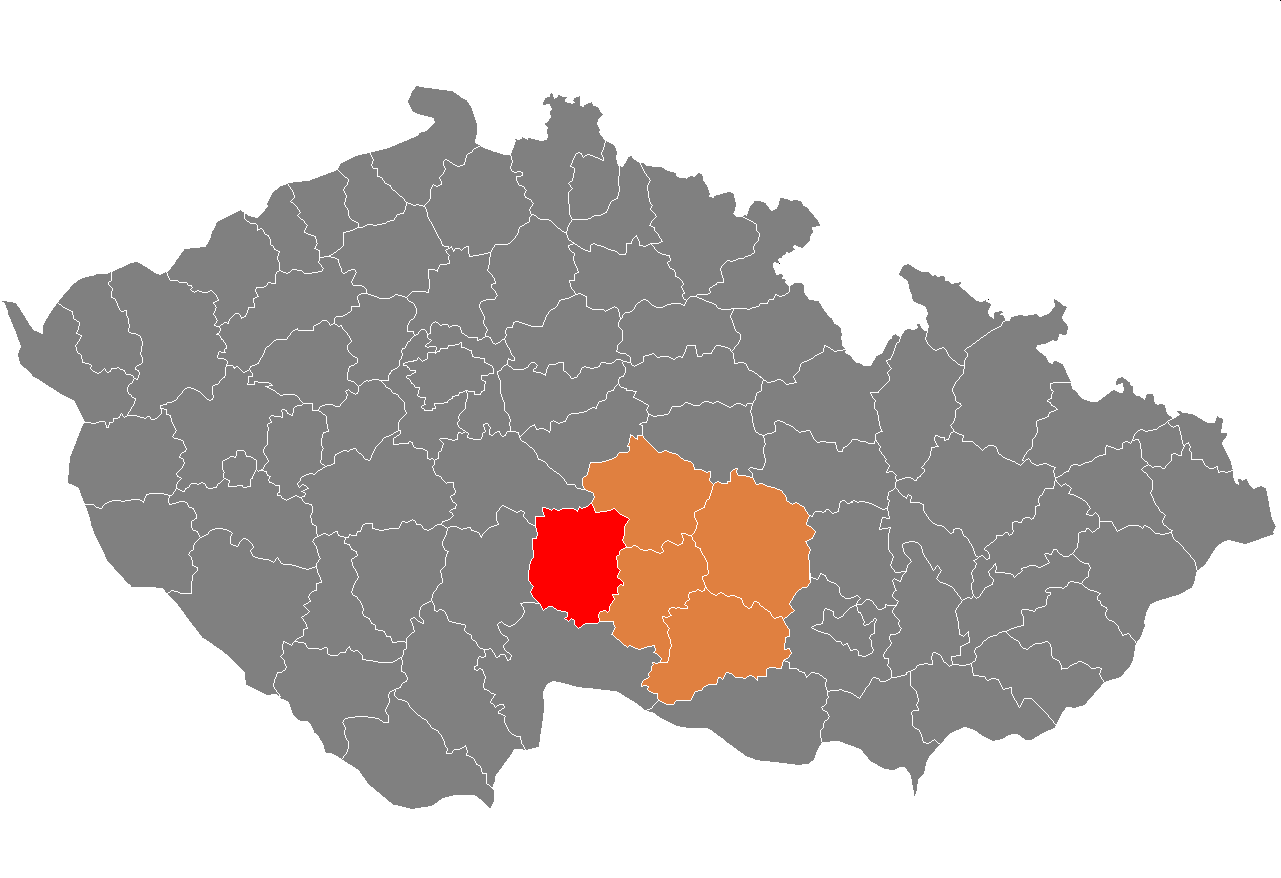
A Pelhřimovi járás járás

A Pelhřimovi járás (csehül: okres Pelhřimov) közigazgatási egység Csehország Vysočina kerületében. Székhelye Pelhřimov. Lakosainak száma 73 067 fő (2009). Területe 1290,00 km².

## Városai, mezővárosai és községei
A városok félkövér, a mezővárosok dőlt, a községek álló betűkkel szerepelnek a felsorolásban.
Arneštovice •
Bácovice •
Bělá •
Bohdalín •
Bořetice •
Bořetín •
Božejov •
Bratřice •
Budíkov •
Buřenice •
Bystrá •
Čáslavsko •
Častrov •
Čejov •
Čelistná •
Černov •
Černovice •
Červená Řečice •
Cetoraz •
Chyšná •
Chýstovice •
Čížkov •
Dehtáře •
Dobrá Voda •
Dobrá Voda u Pacova •
Dubovice •
Důl •
Eš •
Hojanovice •
Hojovice •
Hořepník •
Hořice •
Horní Cerekev •
Horní Rápotice •
Horní Ves •
Humpolec •
Jankov •
Ježov •
Jiřice •
Kaliště •
Kámen •
Kamenice nad Lipou •
Kejžlice •
Koberovice •
Kojčice •
Komorovice •
Košetice •
Krasíkovice •
Křeč •
Křelovice •
Křešín •
Leskovice •
Lesná •
Lhota-Vlasenice •
Libkova Voda •
Lidmaň •
Litohošť •
Lukavec •
Martinice u Onšova •
Mezilesí •
Mezná •
Mladé Bříště •
Mnich •
Moraveč •
Mysletín •
Nová Buková •
Nová Cerekev •
Nový Rychnov •
Obrataň •
Olešná •
Ondřejov •
Onšov •
Pacov •
Pavlov •
Pelhřimov •
Píšť •
Počátky •
Polesí •
Pošná •
Proseč •
Proseč pod Křemešníkem •
Putimov •
Řečice •
Rodinov •
Rovná •
Rynárec •
Salačova Lhota •
Samšín •
Sedlice •
Senožaty •
Staré Bříště •
Stojčín •
Střítež •
Střítež pod Křemešníkem •
Svépravice •
Syrov •
Těchobuz •
Těmice •
Ústrašín •
Útěchovice •
Útěchovice pod Stražištěm •
Útěchovičky •
Včelnička •
Velká Chyška •
Velký Rybník •
Veselá •
Věžná •
Vojslavice •
Vokov •
Vyklantice •
Vyskytná •
Vysoká Lhota •
Vystrkov •
Zachotín •
Zajíčkov •
Želiv •
Zhořec •
Žirov •
Žirovnice •
Zlátenka

## Fordítás
- Ez a szócikk részben vagy egészben  a   Pelhřimov District című angol Wikipédia-szócikk ezen változatának fordításán alapul.  Az eredeti cikk szerkesztőit annak laptörténete sorolja fel. Ez a jelzés csupán a megfogalmazás eredetét és a szerzői jogokat jelzi, nem szolgál a cikkben szereplő információk forrásmegjelöléseként.
- Ez a szócikk részben vagy egészben  az   Okres Pelhřimov című cseh Wikipédia-szócikk ezen változatának fordításán alapul.  Az eredeti cikk szerkesztőit annak laptörténete sorolja fel. Ez a jelzés csupán a megfogalmazás eredetét és a szerzői jogokat jelzi, nem szolgál a cikkben szereplő információk forrásmegjelöléseként.